# Частная жизнь Петра Виноградова
«Частная жизнь Петра Виноградова» — художественный фильм по сценарию Льва Славина.

## Сюжет
Фильм рассказывает о молодом изобретателе Петре Виноградове. Работая на автозаводе, он учится в вечернем вузе. Хороший по сути человек, Пётр зазнался. Втайне от любимой девушки начинает ухаживать за другой. Запутавшись, попадает в разные смешные ситуации, из которых приходится искать выход.

Валентин Цишевский в роли Сени. Кадр из фильма.

## В ролях
- Борис Ливанов — Пётр Виноградов
- Валентин Цишевский — Сеня-скрипач
- Константин Градополов — Котя Охотников
- Татьяна Барышева — мать Сени
- Галина Степанова — девушка
- Иван Переверзев — инструктор физкультуры
- Галина Пашкова — Валя, студентка московской консерватории
- Надежда Арди — Тоня, студентка архитектурного факультета
- Всеволод Санаев — краснофлотец (эпизод)

## Съёмочная группа
- Автор сценария: Лев Славин
- Режиссёр: Александр Мачерет
- Оператор: Евгений Славинский
- Художник: Алексей Уткин
- Звукорежиссёр: Николай Тимарцев
- Композитор: Лев Книппер

## Участие в конкурсах
В 1935 году фильм был представлен в основной программе показа Московского кинофестиваля 1935 года